# Francisco António de Almeida
Francisco António de Almeida (1702? – Lisbona?, 1755?) è stato un compositore e organista portoghese.

## Vita
Francisco António de Almeida studiò a Roma, tra il 1722 e il 1726, grazie a una borsa di studio concessa da Giovanni V del Portogallo. A Roma pubblicò anche due oratori: Il pentimento di David e La Giuditta, quest'ultimo rappresentato nell'Oratorio dei Filippini alla Chiesa Nuova.

Nel 1724 prese parte a una riunione dell'Accademia di San Luca organizzata da Pier Leone Ghezzi, che in quell'occasione lo ritrasse in una caricatura su cui scrisse «Signor Francesco Portughese il quale è venuto a Roma per studiare, e presentemente è un bravissimo compositore di Concerti, e di musica da Chiesa, e per essere Giovane è uno stupore e canta con gusto inarrivabile, venendo alla mia Accademia di Musica Io Cavalier Ghezzi me ne sono lassata la memoria il dì 9 luglio 1724».

Rientrato in Portogallo nel 1726, nel 1728 Almeida compose la sua prima serenata, Il Trionfo della virtù, eseguita a Lisbona nel palazzo del cardinale João da Mota e Silva. La pazienza di Socrate, opera comica, fu rappresentata presso il palazzo reale nel 1733; fu la prima opera italiana esportata in Portogallo. Almeida compose inoltre due delle sei opere scritte per il palazzo reale nella prima metà del XVIII secolo, La Finta Pazza e Spinalba.

Secondo quanto affermò José Mazzo, Almeida nel 1738 lavorò come organista della cappella reale e patriarcale di Lisbona.

La sua ultima composizione nota, L'Ippolito, fu scritta nel 1752; morì probabilmente a Lisbona nel corso del terremoto del 1755.

## Opere
- Il pentimento di Davidde (componimento sacro), 1722
- La Giuditta (oratorio), 1726
- Il trionfo della virtù (componimento poetico), 1728
- Il trionfo d'amore (scherzo pastorale), 1729
- Gl'incanti d'Alcina (dramma per musica da cantarsi), 1730
- La Spinalba, ovvero Il vecchio matto (dramma comico), 1739
- L'Ippolito (serenata), 1752